# مشت مرد
مشت مرد فیلمی به کارگردانی و نویسندگی حسین قاسمی وند محصول سال ۱۳۵۷ است.

## خلاصه داستان
دو برادر به نام‌های «علی» و «ولی» با ولگردی و قمار گذران می‌کنند...

## بازیگران
- منوچهر وثوق
- یداله شیراندامی
- جوانه جلیلوند
- رضا کرم رضایی
- لیلا
- یدالله محمدی‌نژاد
- پروانه
- اسماعیل شیرازی
- حسین صفاریان
- یکتا
- ذبیح‌الله ذبیح‌پور
- حسن رضایی